# Read or Die
Read or Die est une série de light novels japonais déclinés au format manga et anime, ces derniers ayant été produits par SME Visual Works Inc et Studio Deen (pour les OAV) en 2001. L'auteur original est Hideyuki Kurata, la personne chargée de l'animation des OAV est Shinji Ishihama, le directeur Koji Masunari.
Le succès des OAV a poussé ses réalisateurs à leur donner une suite sous forme d'une série de 26 épisodes, cette série se déroule 5 ans après le premier cycle et reprend des personnages issus des romans et du manga. On y suit une amie de Yomiko Readman nommée Nenene Sumiregawa secondée par un trio de jeunes Chinoises qui possèdent elles aussi la faculté de manier le papier. Ensemble, elles se lancent à la recherche de Yomiko qui a disparu après l'incendie d'une bibliothèque. 

## Roman
La série de light novels, R.O.D READ OR DIE YOMIKO READMAN "THE PAPER" a été publiée en 11 volumes chez Super Dash Bunko (Shueisha) de juillet 2000 à février 2006. Elle est écrite par Hideyuki Kurata et illustrée par Taraku Uon.
L'histoire n'est pas encore terminée, mais la suite n'est pas sortie aujourd'hui.

## OAV
3 OAV de 30 minutes chacun.

### Description
L'histoire des OAV suit Yomiko Readman (aka  : The Paper) qui a la faculté de modeler et de contrôler le papier à son bon vouloir. Professeur remplaçante, elle est en fait agent de la Division des Opérations Spéciales de la Bibliothèque Royale d'Angleterre. Après l'acquisition d'un livre rare pour sa collection, elle est attaquée par un vieil homme ayant le pouvoir de contrôler un criquet géant. En réponse à cela, elle se voit assigner une nouvelle partenaire (Nancy Makuhari) grâce à laquelle elle pourra acquérir le deuxième volume du livre en question. Les évènements suivants mélangent les situations les plus étranges avec le graphisme soigné de la série.

### Fiche technique
- Titre Original : R.O.D -READ OR DIE-
- Année : 2001
- Réalisateur : Koji Masunari
- Scénariste : Hideyuki Kurata
- Character design : Masashi Ishihama
- Mechanic design : Eiji Suganuma
- Producteurs : Keiichi Matsuda / Masatoshi Fujimoto
- D'après l'œuvre de : Hideyuki Kurata
- Musique : Taku Iwasaki
- Animation : Studio DEEN
- Licencié en France par : Dybex

### Doublage
|                            | Japonais        | Français          |
| -------------------------- | --------------- | ----------------- |
| Yomiko "The Paper" Readman | Rieko Miura     | Isabelle Volpé    |
| Nancy "Miss Deep" Makuhari | Michiko Neya    | Olivia Dutron     |
| Gentleman                  | Bunmei Tobayama | Martial Le Minoux |
| Joker                      | Hozumi Gōda     | Patrick Pellegrin |
| Ikkyū                      | Konta           | Thierry Kazazian  |
| Drake Anderson             | Masami Iwasaki  | Patrick Béthune   |
| Wendy Earhart              | Mika Sakenobe   | Nathalie Homs     |
| Gennai Hiraga              | Ryōsuke Ōtani   | Bruno Magne       |

### Liste des épisodes
| No | Titre français | Titre japonais           | Titre japonais             | Date de 1re diffusion |
| No | Titre français | Kanji                    | Rōmaji                     | Date de 1re diffusion |
| -- | -------------- | ------------------------ | -------------------------- | --------------------- |
| 01 |                | 読子さん、事件ですよ。   | Yomiko-san, Jiken desuyo.  | 23 mai 2001           |
| 02 |                | 読子さん、インドですよ。 | Yomiko-san, Indo desuyo.   | 18 juillet 2001       |
| 03 |                | 読子さん、ピンチですよ。 | Yomiko-san, Pinchi desuyo. | 6 février 2002        |

## Série
R.O.D -THE TV- est une série dérivée des OAV de R.O.D -Read or Die-.
La série a aussi comme nom alternatif Read Or Dream en France. 

### Synopsis
Trois sœurs, maitresses du papier, tiennent une agence de détectives privés à Hong Kong. Elles doivent assurer la protection de l'écrivaine japonaise Nenene Sumiregawa et se retrouve mêlés à un complot d'envergure mondial.

### Fiche technique
- Titre Original : R.O.D -THE TV-
- Année : 2003
- Réalisateur : Koji Masunari
- Scénariste : Hideyuki Kurata
- Character design : Masashi Ishihama
- Musique : Taku Iwasaki
- Animation : J.C. Staff
- Licencié en France par : Déclic Images

### Doublage
|                   | Japonais        | Français           |
| ----------------- | --------------- | ------------------ |
| Anita King        | Chiwa Saito     | Audrey Lebihan     |
| Hisami Hisaishi   | Taeko Kawata    | Nathalie Kanoui    |
| Joker             | Hozumi Gōda     | Christophe Raymond |
| Junior            | Mitsuki Saiga   | Rémi Caillebot     |
| Lee Linho         | Shinichiro Miki | Thomas Cerisola    |
| Maggie Mui        | Hiromi Hirata   | Anaïs Maro         |
| Michelle Cheung   | Shōko Kikuchi   | Claire Beaudoin    |
| Nenene Sumiregawa | Satsuki Yukino  | Sandy Boizard      |
| Wendy Earhart     | Mika Sakenobe   | Isabelle Bouchemaa |

### Liste des épisodes
| No | Titre français                       | Titre japonais       | Titre japonais              | Date de 1re diffusion |
| No | Titre français                       | Kanji                | Rōmaji                      | Date de 1re diffusion |
| -- | ------------------------------------ | -------------------- | --------------------------- | --------------------- |
| 01 | Les papiers ont atterri              | 紙は舞い降りた       | Kami wa maiorita            | 1er septembre 2003    |
| 02 | Réunissez-vous, rebus de la société! | ダメ人間ども集まれ   | Dame ningen domo atsumare   | 1er septembre 2003    |
| 03 | Rendez-vous à Jinbôchô               | 神保町で逢いましょう | Jinbōchō de aimashō         | 16 septembre 2003     |
| 04 | La course de 1re année               | 中一コース           | Chūichi kōsu                | 16 septembre 2003     |
| 05 | Ils hurlent !                        | やつらは騒いでいる   | Yatsura wa sawaideiru       | 1er octobre 2003      |
| 06 | The right stuff                      | ライトスタッフ       | Raito sutaffu               | 1er octobre 2003      |
| 07 | In a grove                           | 薮の中               | Yabu no naka                | 16 octobre 2003       |
| 08 | Fasciné par la nuit                  | 夜に惑わされて       | Yoru ni madowasarete        | 16 octobre 2003       |
| 09 | Au cœur des ténèbres                 | 闇の奥               | Yami no oku                 | 1er novembre 2003     |
| 10 | Christmas Carol                      | クリスマス･キャロル  | Kurisumasu kyaroru          | 1er novembre 2003     |
| 11 | Adieu, Japon                         | さよならにっぽん     | Sayonara Nippon             | 16 novembre 2003      |
| 12 | Le crépuscule des dieux (1/2)        | 紙々の黄昏           | Kamigami no tasogare        | 16 novembre 2003      |
| 13 | Le crépuscule des dieux (2/2)        | 続･紙々の黄昏        | Zoku - Kamigami no tasogare | 1er décembre 2003     |
| 14 | La forêt de Shiyô                    | 紙葉の森             | Shiyō no mori               | 1er décembre 2003     |
| 15 | Dans les entrailles de la Terre      | 仄暗き地の底で       | Honoguraki chi no soko de   | 16 décembre 2003      |
| 16 | Fahrenheit 451                       | 華氏四五一           | Kashi yon-go-ichi           | 16 décembre 2003      |
| 17 | Sweet Home                           | スイートホーム       | Suīto hōmu                  | 1er janvier 2004      |
| 18 | Confession                           | 告白                 | Kokuhaku                    | 1er janvier 2004      |
| 19 | Jeu de famille                       | 家族ゲーム           | Kazoku gēmu                 | 1er février 2004      |
| 20 | Bonjour tristesse                    | 悲しみよこんにちは   | Kanashimi yo konnichiwa     | 1er février 2004      |
| 21 | D.O.D -Dream or Die-                 |                      | D.O.D -DREAM OR DIE-        | 16 février 2004       |
| 22 | La saisie                            | 奪取                 | Dasshu                      | 16 février 2004       |
| 23 | Un mensonge, puis le silence         | 嘘、そして沈黙       | Uso, soshite chinmoku       | 1er mars 2004         |
| 24 | You know me                          | 君が僕を知ってる     | Kimi ga boku wo shitteru    | 1er mars 2004         |
| 25 | Il n'y a aucun problème              | たいした問題じゃない | Taishita mondai ja nai      | 16 mars 2004          |
| 26 | Et après...                          | それから             | Sorekara                    | 16 mars 2004          |